# 古拉縣

51°40′N 16°33′E / 51.667°N 16.550°E
古拉縣（波蘭語：Powiat górowski），是波蘭的縣份，位於該國西南部，由下西里西亞省負責管轄，首府設於古拉，面積738平方公里，2006年人口36,556，人口密度每平方公里50人。